# راي هاري هاوزن
راي هاري هاوزن (بالإنجليزية: Ray Harryhausen) (و. 1920 – 2013 م) هو مخرج أفلام، ومنتج أفلام، ورسام رسوم متحركة، وكاتب، وكاتب سيناريو أمريكي، ولد في لوس أنجلوس، توفي في لندن، عن عمر يناهز 93 عاماً.

## التعليم
تعلم في كلية لوس أنجلوس سيتي ‏.

## جوائز

من معروضات معرض هاريهاوزن في المتحف الوطني الاسكتلندي للفن الحديث

حصل على جوائز منها:
- Gordon E. Sawyer Award [الإنجليزية]‏ (1992)[10]
- جائزة وينسر مكاي (1991)[10]
- وسام الاستحقاق في هسن.

## وصلات خارجية
- راي هاري هاوزن على موقع IMDb (الإنجليزية)
- راي هاري هاوزن على موقع الموسوعة البريطانية (الإنجليزية)
- راي هاري هاوزن على موقع ألو سيني (الفرنسية)
- راي هاري هاوزن على موقع أول موفي (الإنجليزية)
- راي هاري هاوزن على موقع قاعدة بيانات الأفلام السويدية (السويدية)
- راي هاري هاوزن على موقع إن إن دي بي (الإنجليزية)
- راي هاري هاوزن على موقع ديسكوغز (الإنجليزية)
- راي هاري هاوزن على موقع قاعدة بيانات الفيلم (الإنجليزية)
- راي هاري هاوزن على موقع كينوبويسك (الروسية)